# Stadtentwicklungsplan
Der Stadtentwicklungsplan (STEP oder StEP) ist ein informelles, mittel- bis langfristiges Entwicklungskonzept einer Gemeinde. Im Gegensatz zur formellen räumlichen Planung – in Deutschland beispielsweise die Bauleitplanung mit dem gemeindlichen Flächennutzungsplan und den kommunalen Satzungen wie Bebauungsplan oder der Festsetzung eines städtebaulichen Sanierungsgebietes – hat die Stadtentwicklungsplanung in der Regel einen thematisch umfassenderen Anspruch, der über allein baulich-räumliche Aspekte hinausgeht. Dementsprechend liegt der Schwerpunkt neben einer kartografischen Darstellung auf einer textlichen Beschreibung von Zielen und Mitteln der beabsichtigten städtischen Entwicklunggebote.
Als informelles Instrument der Stadtplanung entfaltet ein Stadtentwicklungsplan keine direkte rechtliche Wirkung, es besteht auch keine Verpflichtung zur Aufstellung eines solchen Plans für die Gemeinden. Stattdessen soll ein Stadtentwicklungsplan in der Regel als freiwillige Selbstverpflichtung der öffentlichen und privaten Akteure wirken und dabei auch verschiedene Fachplanungen zusammenführen. Entsprechend wird üblicherweise besonderer Wert auf eine umfassende Beteiligung der Öffentlichkeit gesetzt. Bei der Aufstellung von formellen Bauleitplänen müssen jedoch die „Ergebnisse eines von der Gemeinde beschlossenen städtebaulichen Entwicklungskonzeptes“ in der Abwägung berücksichtigt werden (§1 (6) Nr. 11 BauGB).
Gemeinden, welche die Stadtentwicklungsplanung innerhalb der Gemeindeverwaltung als eigene Aufgabe verankern, tun dies unterschiedlich: Als eigenes Amt, das direkt dem jeweiligen Stadtoberhaupt unterstellt ist, oder als zusätzliche Abteilung im Planungs- und Bauressort. Während ersteres die Integration verschiedener Fachgebiete erleichtern soll, soll letzteres die Abstimmung mit der formellen Planung unterstützen.
Nachdem die Überzeugung einer umfassenden Planbarkeit städtischer Entwicklung seit Ende der 1960er-Jahre schwand, entscheiden sich heute viele Gemeinden für die Aufstellung fachlich-sektoraler oder teilräumlicher Entwicklungspläne (Stadtteilentwicklungsplan) anstelle von stadtweiten, thematisch umfassenden Entwicklungsplänen.

## Beispiele
Der Stadtentwicklungsplan Berlin 2030 umfasst beispielsweise sechs verschiedene inhaltliche Teile: StEP Industrie und Gewerbe, StEP Klima, StEP Verkehr, StEP Ver- und Entsorgung, StEP Wohnen, StEP Zentren. In München hat hingegen die stadtweite, thematisch umfassende Stadtentwicklungsplanung eine lange Tradition.